# Бурлакова Валерія Ігорівна
Вале́рія І́горівна Бурлако́ва (позивний «Лера»; нар. м. Київ) — українська журналістка, письменниця, волонтерка, військовослужбовиця, молодший сержант Збройних сил України, учасниця російсько-української війни.

## Життєпис
Учасниця Революції гідності. 
У 2014 році добровільно вступила в добробат «Карпатська січ» (воювала із Василем Сліпаком).  Згодом служила у 93-й окремій механізованій бригаді, 54-й окремій механізованій бригаді (командир мінометного розрахунку), 46-му окремому батальйоні спеціального призначення «Донбас». Пройшла бої за с-ще Піски, шахту «Бутівка», Світлодарську дугу та м. Дебальцеве.
Працювала журналісткою журналу «Український тиждень»,
«Цензор.нет». 
У 2022—2024 — Democracy Fellow у Центрі аналізу європейської політики (CEPA) у Вашингтоні, США.
З 2024 року — комунікаційниця нового українського офісу міжнародної організації Amnesty International, координаторка міжнародної кампанії із захисту прав українських військовополонених Apart Together.

## Доробок
Авторка книги «Життя P. S.» (2016, перекладена французькою мовою). 2020 року за цією книжкою в Театрі ім. М. Заньковецької поставили однойменну виставу.
Одна із героїнь фільмів «Вона та війна» (2017) та «Моя війна» (2020).

## Нагороди
- медаль «За військову службу Україні» (29 грудня 2016) — за особисту мужність, самовідданість і високий професіоналізм, виявлені у захисті державного суверенітету та територіальної цілісності України, вірність військовій присязі[20];
- лавреатка особливої відзнаки премії Women in Arts (2021)[16][21].

## Військові звання
- молодший сержант запасу (4.1.2017)[5][3];
- солдат (на 29.12.2016).